# Pendulum (album van Creedence Clearwater Revival)
Pendulum is het zesde studioalbum van de Amerikaanse rockband Creedence Clearwater Revival. Het album verscheen in december 1970 als opvolger van Cosmo’s Factory.

## Muziek
Op dit album wordt veel gebruik gemaakt van blaasinstrumenten (door John Fogerty) en keyboard (door Stu Cook). Op deze plaat staan onder meer rocknummers (zoals Pegan baby en Molina), een bluesnummer (Wish I could (hideaway)) en een ballad (It’s just a thought). Het instrumentale slotnummer Rude awakening #2 bevat veel experimentele geluidseffecten. Alle nummers zijn geschreven door zanger/gitarist John Fogerty.

## Tracklist

### kant één
1. Pagan baby – 6:25
2. Sailors lement – 3:47
3. Chameleon – 3:05
4. Have you ever seen the rain – 2:39
5. (Wish I could) hideaway – 3:53

### kant twee
1. Born to move – 5:39
2. Hey tonight – 2:43
3. It’s just a thought – 3:45
4. Molina – 2:41
5. Rude awakening # 2 – 6:19

## Muzikanten
- John Fogerty - leadgitaar, piano, saxofoon, mondharmonica, zang, producer, arrangeur
- Tom Fogerty - slaggitaar
- Stu Cook - basgitaar
- Doug Clifford - drums

## Album
Het album Pendulum is opgenomen in november 1970 in de Wally Heider Studios in San Francisco, Californië. Het is geproduceerd door John Fogerty. De plaat is in december 1970 verschenen op vinyl (LP) en cassette. Vanaf 1987 is het album ook verschenen op Compact Disc. In 2010 is een nieuwe versie van het album verschenen, vanwege het 40-jarig jubileum van de originele plaat.  Op dat album staan ook drie bonustracks:
1. 45 Revolutions per minute (part I)
2. 45 Revolutions per minute (part II))
3. Hey tonight (live in Hamburg, september 1971)

Geluidstechnici voor het oorspronkelijke album waren Russ Gary en Kevin L. Grey. Het hoesontwerp was van Richard Edlund en Wayn Kimpbell. Fotografie Baron Wolmen en Wayne Kimbell. De her-uitgave van dit album is geremasterd door George Horm en geproduceerd door Chris Clough. 
Op de hoes van dit album staat een close-up foto van de gezichten van de vier bandleden. Binnenin en achterop de hoes staan meer foto’s van de band. 
Van dit album is een single verschenen met een dubbele A-kant Have you ever seen the rain en Hey tonight. Have you ever seen the rain is o.a. gecoverd door Bonnie Tyler, Ramones en Joan Jett & the Blackhearts. Hey Tonight is onder meer gecoverd door Eddie and the Hotrods. 

## Ontvangsten
Het album Pendulum behaalde # 5 in de Amerikaanse albumlijst Billboard 200. In het Verenigd Koninkrijk kwam dit album op # 8 en in de Nederlandse Album Top 100 of een van diens voorgangers op #2. De single Have you ever seen the rain/Hey tonight haalde in de Verenigde Staten # 8, in Engeland # 36 en in de Nederlandse Top 40  # 3. 
Het album kreeg vier sterren van de site AllMusic (het  maximum aantal is vijf). In Radio 2 Top 2000 bereikte Have you ever seen the rain # 216 in december 2017. 